# ماووت

ماووت یکی از روستاهای استان سلیمانیه عراق است.
چند مورد از عملیات‌های جنگ ایران و عراق در منطقه ماووت انجام گرفت.